# Charles Coppieters Stochove
Charles Coppieters, meestal genaamd Coppieters Stochove (Brugge, 20 mei 1774 – 12 januari 1864) was een Belgisch rechter, lid van de Tweede Kamer, lid van het Nationaal Congres en volksvertegenwoordiger.

## Familie en gezin
Jonkheer Charles Bernardin Ghislain Coppieters, telg uit de adellijke familie Coppieters, was de zoon van Jan-Baptist Coppieters, heer van 't Wallant en van Isabelle van Zuylen van Nyevelt.
Hij trouwde in 1803 met Thérèse Stochove (1782-1818), een der laatste telgen uit deze familie. Ook de familie van haar moeder, Catherine-Thérèse Perduyn de Buytswalle, stierf uit. Thérèse Stochove stierf een paar maanden nadat ze haar twee laatste kinderen, een tweeling, ter wereld had gebracht.
Charles werd Coppieters-Stochove of meestal zelfs Coppieters Stochove genoemd, om hem te onderscheiden van zijn broer, de burgemeester van Poperinge en later van Brugge Jean-Baptiste Coppieters 't Wallant.
Het echtpaar kreeg acht kinderen:
- Charles Coppieters Stochove (1804-1877) werd pastoor van Sijsele.
- Vincent Coppieters Stochove (1806-1842) werd vrederechter.
- Marie-Thérèse Coppieters Stochove (1808-1880) trouwde met haar neef Jean-Baptiste Adolphe Coppieters 't Wallant.
- Bernard Coppieters Stochove (1810-1870) werd advocaat en trouwde met Adèle Arents de Beerteghem.
- Joseph Coppieters (1813-1872) werd vrederechter en trouwde met Nathalie Gilliodts. Zijn zoon en zijn kleinzoon waren de historici Ernest Coppieters-Stochove en Hubert Coppieters-Stochove.
- Colette Coppieters Stochove (1816-1876) werd augustines.
- François Coppieters Stochove (1818-1820).
- Anne-Thérèse Coppieters Stochove (1818-1851) trouwde met Louis Frennelet (1799-1852).

Via dit laatste huwelijk behoren leden van de familie d'Udekem d'Acoz, onder wie koningin Mathilde tot de rechtstreekse afstammelingen van Charles Coppieters Stochove.

## Oostenrijkse, Franse en Nederlandse tijd
Coppieters doorliep de humaniora bij de paters augustijnen in Brugge. Daarop trok hij naar de universiteit van Leuven en werd in 1793 licentiaat in de rechten en in 1795 licentiaat in de filosofie. Hoe en waar hij de revolutiejaren doorbracht is niet duidelijk.
In 1800 schreef hij zich in als advocaat in Brugge. De eerste maal dat hij bekendheid kreeg was als verdediger voor het hof van assisen van een kindermoordenares. In 1804 werd hij adjoint au maire in deze stad en in 1807 rechter bij de rechtbank van eerste aanleg. Bij de oprichting van het Verenigd Koninkrijk der Nederlanden verkreeg hij in 1816 adelsbevestiging, door opname in de Ridderschap van West-Vlaanderen. Hij weigerde echter om godsdienstige motieven de voorgeschreven eed van trouw af te leggen, met als gevolg dat hij in 1817 uit het ambt van rechter werd ontzet. Hij werd opnieuw advocaat.
Zijn scrupules ten aanzien van de eed milderden later en in 1823 werd hij gekozen tot lid van de Tweede Kamer. Hij bleef dit ambt uitoefenen tot in 1830. Bij herhaling werd hij als rapporteur aangesteld, maar voor het overige voerde hij nooit het woord tijdens de openbare zittingen.

## Belgisch Koninkrijk
In oktober 1830 werd Coppieters door de Brugse kiezers met het meeste stemmen verkozen om zitting te nemen in het Nationaal Congres. Hier opnieuw was hij stipt aanwezig en nam hij deel aan de stemmingen, zonder echter het woord te nemen. Hij stemde voor de onafhankelijkheidsverklaring en voor de eeuwigdurende uitsluiting van de Nassaus. Bij de eerste stemmingen voor een staatshoofd, behoorde hij tot het twintigtal congresleden dat zijn stem uitbracht op Karel van Oostenrijk-Teschen, wat uitdrukking gaf aan een wens van terugkeer naar de Oostenrijkse tijd. Hij stemde voor regent Surlet de Chokier, voor Leopold van Saksen-Coburg en voor de aanvaarding van het Verdrag der XVIII artikelen.
In augustus 1831 werd hij tot volksvertegenwoordiger verkozen en oefende dit mandaat uit tot in 1848. Tijdens deze lange periode nam hij tweemaal het woord. De eerste keer om het vestigen van een hof van beroep in Brugge te bepleiten. In 1844 drong hij aan, met anderen, op een verhoogde toelage ten gunste van de thuisarbeid in de vlassector.
De jaren vorderden en in 1846 was hij aan de beurt om als ouderdomsdeken de openingszitting van het parlementaire werkjaar voor te zitten. In 1848 werd onverenigbaarheid ingevoerd tussen een parlementair mandaat en onder meer een functie als rechter. Coppieters nam ontslag als volksvertegenwoordiger.
Inderdaad, sedert oktober 1832 was hij ook voorzitter van de rechtbank van eerste aanleg, een ambt dat hij verkoos verder te bekleden. Hij was echter vanaf 1846 blind aan het worden, met als gevolg dat hij in 1850 ontslag nam. Toen hij in 1864 stierf was hij 89 en was zelden of nooit ziek geweest.